# Горная Поляна (Марий Эл)
 Горная Поляна  — деревня в Советском районе Республики Марий Эл. Входит в состав Ронгинского сельского поселения.

## География
Находится в центральной части республики Марий Эл на расстоянии приблизительно 11 км по прямой на юг от районного центра посёлка Советский.

## История
При советской власти здесь был образован Шуледурский известняковый карьер на месте старого известкового завода. В 1990-х годах карьер закрыли. В 1976 году здесь числилось 42 хозяйства, проживали 182 человека, к началу 2000-х годов осталось лишь 20 хозяйств.

## Население
Население составляло 37 человек (мари 54 %, русские 35 %) в 2002 году, 49 в 2010.